# Zhuang Zi
Zhuang Zi, of in de oude spelling Chuang-tzu, ca. 369 v.Chr.-286 v.Chr., was een Chinese dichter en taoïstisch filosoof uit de klassieke periode van de Chinese filosofie. Hij wordt een mysticus en een soort quiëtist genoemd. Zijn werk wordt gezien als een van de drie pijlers die het fundament vormen voor het taoïsme. Hij wordt beschouwd als iemand die een heel duidelijk stempel heeft gedrukt op het meditatieve zenboeddhisme.
Zhuang Zi, of meester Zhuang, is de auteur van de Zhuangzi, een boek van meer dan 100.000 Chinese karakters dat al meer dan 2200 jaar grote invloed uitoefent op de Chinese cultuur. Het is het oudste en meest literaire boek uit het taoïsme en behoort tot de klassieken in de wereldliteratuur. Het werk is diepzinnig, en met een gevoel voor satire en humor.
De filosofie van Zhuang Zi is anti-conformistisch, sceptisch, nihilistisch, soms anarchistisch. Hij drijft de spot met de staatsfilosofie van het confucianisme, alsmede de daarbij behorende rituele orde, het devote mohisme, en de offerreligie. Hij ondermijnt de begrippen waarheid en werkelijkheid en wijst kennis en begrip daarbij af. Zhuang Zi is tegenstander van categorieën, evaluaties, en van een gesloten systeem van denken. Hij verwerpt fixatie op eigen oordeel en kennis die uitgaat van één optiek. Niet het zijn, maar het niet-zijn, niet het weten, maar het niet-weten, niet het doen, maar het niet-doen bestemt onze werkelijkheid.

## Biografie

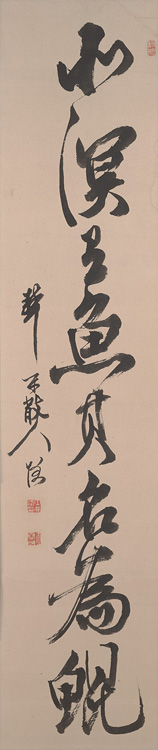
Kalligrafie van de eerste zin uit de „Zhuangzi“: In de duistere wateren van het noorden was er eens een vis, en zijn naam was Kun.

Volgens de historicus Sima Qian was Zhuang Zi een klerk, afkomstig uit Meng in het huidige Shangqiu in Henan en Shandong, destijds gelegen in Song. Hij kreeg bij zijn geboorte de naam "Zhou". Zhuang Zhou leefde ten tijde van koningen Hui van Liang, Wei en Xuan van Qi, globaal genomen tussen 370 en 285 voor onze jaartelling. Dat was een tijdperk van constante oorlog, waarin volgens de Confucianistische geschiedschrijving zeven Strijdende staten om de hegemonie vochten. De staat Chu overwon, maar bleek uiteindelijk niet opgewassen tegen Qin Shi Huangdi, de eerste Chinese keizer.
Zhuang Zhou kreeg een goede opvoeding, was een meester in taal en kende de geschiedenis van China goed. Hij zou tot de welvarende grondbezitters hebben behoord en zodoende was het voor hem niet noodzakelijk een betrekking te aanvaarden, maar volgens Qian werkte hij in een laktuin. Zhuang Zi gaf er de voorkeur aan zijn eigen zin te doen en hield zich bezig met filosofie.
Zhuang Zi ging vaak met zijn leerlingen op zwerftocht, zich onderhoudend met mensen van allerlei rangen en standen. De volgende geschiedenis illustreert zijn instelling, wars van hypocrisie; iemand die liever een sober leven leidt, dan dat hij zich door vorsten laat corrumperen.

Toen twee hoge ambtenaren van de koning langs kwamen om hem een ministerpost aan te bieden, zat hij aan de rivier Phoe te vissen. Zonder zijn hengelen te onderbreken, zei hij: "Ik heb gehoord dat er daar in Zhou een heilige schildpad is, die nu al vele jaren dood is. Maar de koning bewaart deze schildpad zorgvuldig in zijn vooroudertempel. Wat zou deze schildpad liever zijn, dat men, na hem tijdens een officiële plechtigheid te hebben gedood, zijn gebeente bewaart en vereert, of dat hij levend en wel zijn staart door het slijk zou kunnen slepen?" Het antwoord was natuurlijk 'leven'. Waarop Zhuang zi zei: "Ga dan! Ik wil ook liever mijn staart door het slijk slepen."

## Zhuangzi

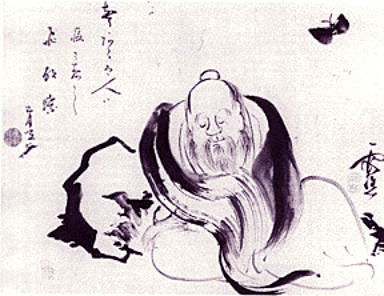
Zhuang Zhou droomde eens dat hij een vlinder was, een fladderende vlinder die, volkomen in z'n sas, niet wist dat ie Zhou was. Toen hij plotseling ontwaakte, was hij in levenden lijve Zhou. Nu weet ik niet of Zhou droomde dat hij een vlinder was of dat de vlinder droomde dat ie Zhou was. Toch moet er tussen Zhou en de vlinder een onderscheid bestaan. Dit is wat de "transformatie der dingen" genoemd wordt.

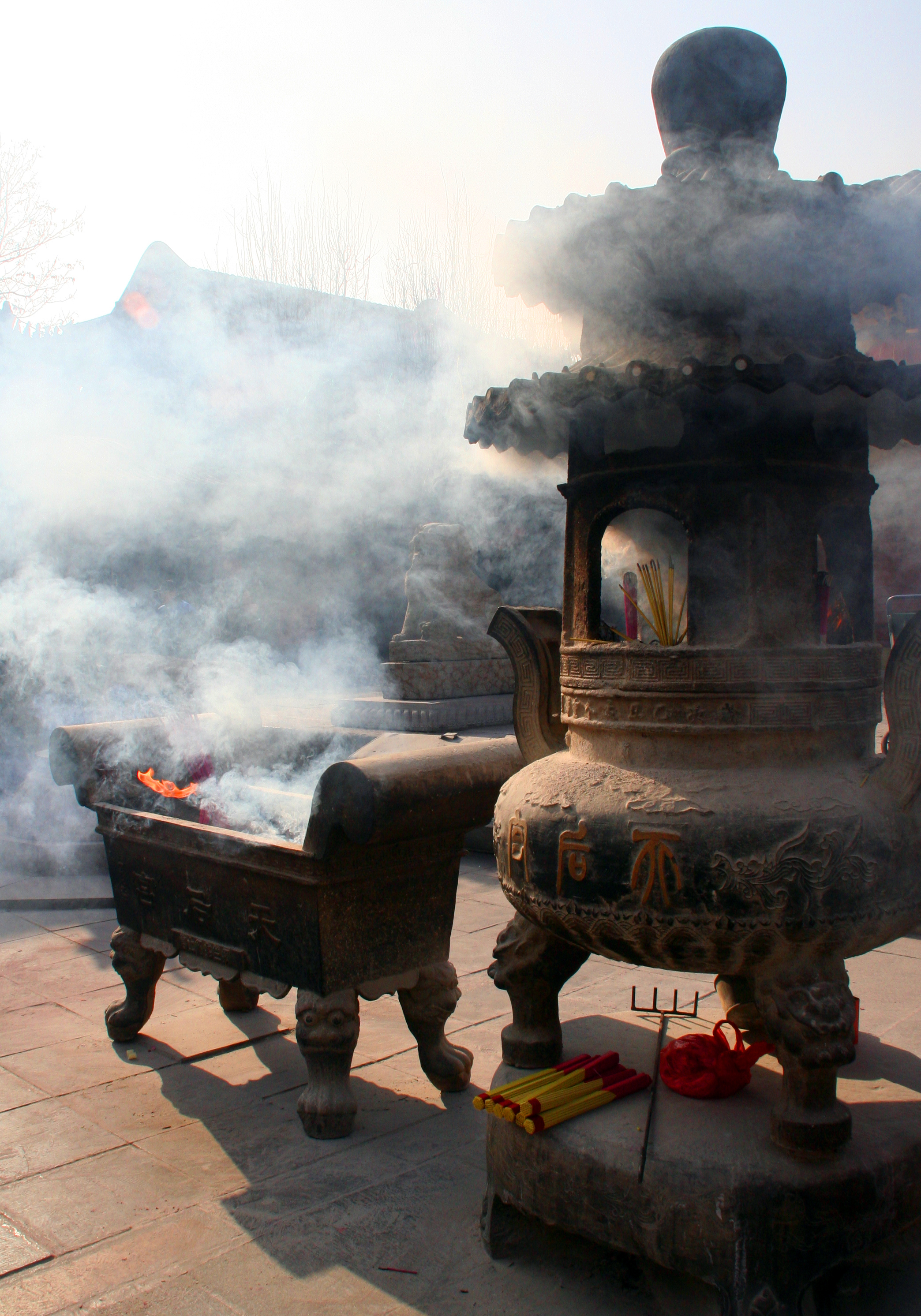
Chinees wierookvat

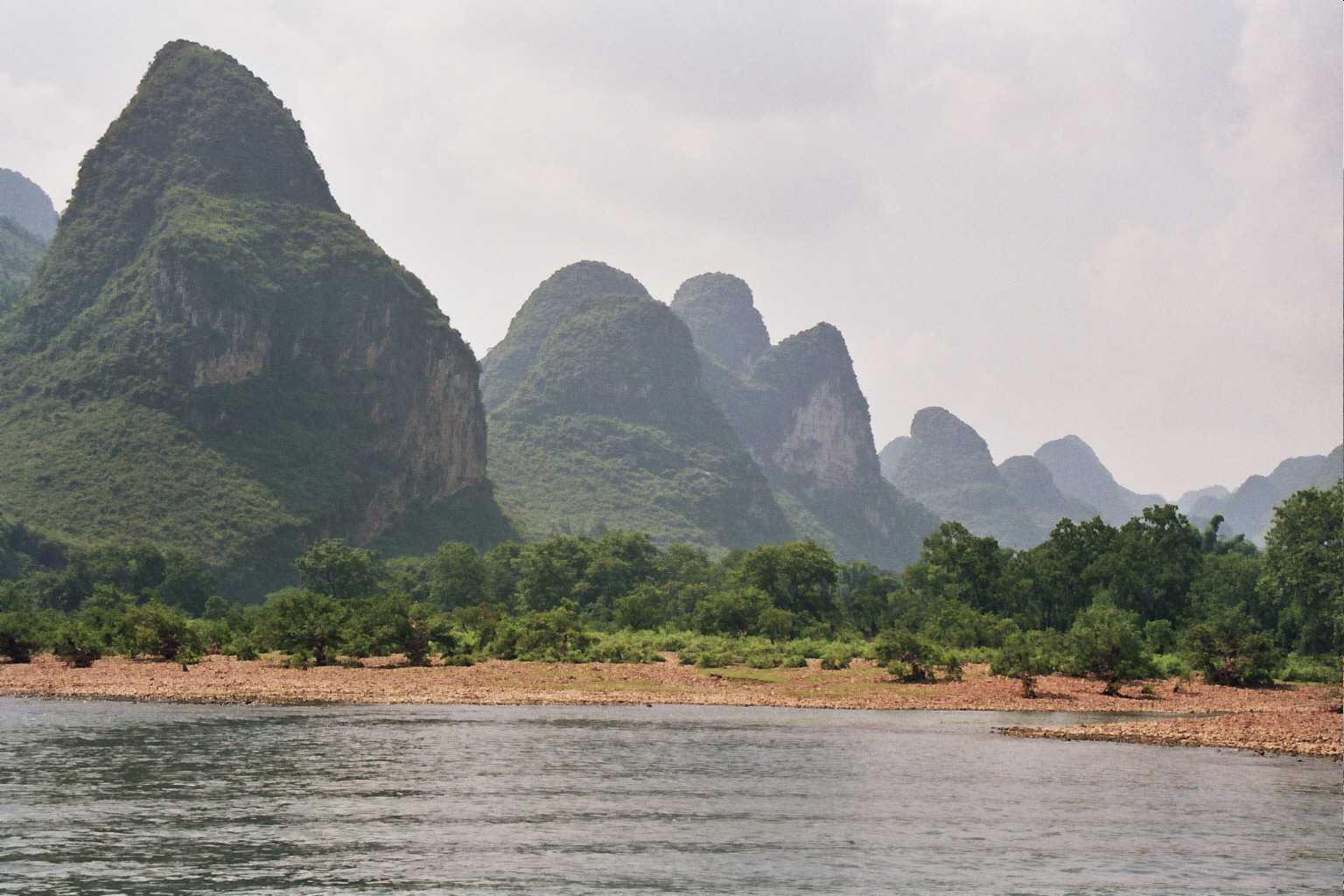
Landschap aan de Li in Guangxi

Zhuang Zi is medeauteur van het gelijknamige boek, de Zhuangzi. Het boek is geen systematisch betoog, meer een mozaïek, compilatie of overlevering van tekstdelen met abrupte overgangen en tegenstellingen, die qua stijl en inhoud een zekere overeenkomst vertonen. Tot aan de elfde eeuw werd aangenomen dat de Zhuangzi het werk van Zhuang Zi zelf was, maar zijn leerlingen schreven het grootste deel. Het werk, dat niet is geschreven in Klassiek Chinees, maar in een dialect, bestond reeds ten tijde van Lü Buwei die stukken citeerde uit alle delen van de Zhuang Zi. Guo Xiang (252-312 n.Chr.) compileerde de oorspronkelijke 52 hoofdstukken tot het huidige aantal van 33. Daarmee verdwenen ongeveer 30.000 karakters. Niettemin komen veel verhalen meer dan een keer voor. Al eerder waren de Innerlijke, Uiterlijke en de Gemengde geschriften in de nu bestaande volgorde geplaatst en het is onbekend in welke tijd de hoofdstukken van titels zijn voorzien.  Kristofer Schipper vergelijkt de Zhuang Zi met de Chassidische verhalen van Martin Buber.

### Innerlijke geschriften
Het hoofdbestanddeel van de Zhuangzi zijn de Innerlijke geschriften, die door hemzelf geschreven zijn, waarin hij door middel van parabels, mythen, metaforen of tegenstellingen zonder verklaringen een verhalende en soms humoristische visie geeft op een groot aantal filosofische vraagstukken. De Innerlijke geschriften bestaan uit zeven hoofdstukken. Het tweede hoofdstuk, de Qiwulun, of de Verhandeling over de Gelijkmaking der Dingen, wordt algemeen gezien als het belangrijkste deel van de Zhuangzi. Hoofdstuk IV is duidelijk van een andere hand.
De Zhuangzi staat bekend als lastig te vertalen. Volgens Schipper is de stijl "levendig, fascinerend, meeslepend soms, maar de inhoud is vaak dermate diepzinnig en heeft zo veel betekenislagen dat het ondoenlijk is om alles uit te diepen, laat staan in een westerse taal getrouw weer te geven." Sommige zinnen schijnen de grenzen aan te geven van begrip, taal en denken. Zijn taalgebruik werd vaak miskend en omschreven als 'kinderlijk' of 'onvolwassen'. Een voorbeeld hiervan is fragment 5: Met een vinger illustreren dat een vinger geen vinger is, is minder geschikt dan met niet-vingers illustreren dat een vinger geen vinger is. Met een paard illustreren dat een paard geen paard is, is minder geschikt dan met niet-paarden illustreren dat een paard geen paard is. Hemel en aarde zijn één vinger. De tienduizend vingers zijn één paard.
De zin wordt iets begrijpelijker door voor vinger en paard A en B in te vullen, en de strijd tussen de filosofen gedurende Honderd Scholen van het denken of "de steriele discussies van de causale logica" in gedachten te houden.
Fragment 11 behoort tot de meest geciteerde. De volgende zin gaat over twee jonge meisjes. Mao Quang en Li Ji worden door de mensen als schoonheden beschouwd, maar als de vissen hen zien, duiken ze diep weg in het water. Zien de vogels hen, dan vliegen ze hoog de lucht in. En zo gauw de herten hen zien, rennen ze meteen weg. Wie van deze vier weet nu wat onder de hemel de ware schoonheid is?!
Fragment 15, dat bekendstaat als de vlinderdroom, is zonder enige twijfel het beroemdste. Het hoofdthema is mogelijk de overgang van leven naar dood.

## Gedicht van Zhuang zi
Een afzichtelijk man:
Wanneer een afzichtelijk man vader wordt
en hem wordt midden in de nacht
een zoon geboren,
dan steekt hij bevend een lamp aan
en haast zich vol angst
naar het kind
om te zien
of het op hem lijkt.
Naar de vertaling van Thomas Merton

## Zhuangzi's invloed op Oscar Wilde
De Ierse dichter en schrijver Oscar Wilde schreef in 1890 een recensie naar aanleiding van een vertaling door Herbert Giles van het werk van Zhuangzi. Wilde voelde zich sterk aangesproken door een filosoof die "leefde in een tijd waarin iedereen zijn deugden voor zich hield en niemand zich met andermans leven bemoeide". Oscar Wilde was enthousiast over Zhuangzi's "volmaakte mens" die "al wat buiten zijn bereik ligt aan zichzelf overlaat, door het materiële niet wordt gehinderd. Zijn mentaal evenwicht maakt hem de meester van zijn eigen wereld". Maar Wilde presenteerde ook een politieke opvatting van Zhuangzi; hij maakte van hem een anti-establishment figuur, een soort beeldenbestormer. Wilde begint zijn recensie met:
"The honest ratepayer and his healthy family have no doubt often mocked at the dome-like forehead of the philosopher, and laughed over the strange perspective of the landscape that lies beneath him. If they really knew who he was, they would tremble. For Chuang Tsǔ spent his life in preaching the great creed of Inaction, and in pointing out the uselessness of all things."
In het Nederlands luidt dit als volgt:
"De eerlijke belastingbetaler en zijn gezonde gezin hebben zonder twijfel vaak het koepelachtige voorhoofd van de filosoof bespot, en gelachen om zijn vreemde perspectief op het landschap dat onder hem ligt. Als ze echt wisten wie hij was, zouden ze sidderen. Want Chuang Tsǔ bracht zijn leven door met het prediken van zijn grote credo het Niet-handelen, en te wijzen op de zinloosheid van alle dingen."
Het kort daarop verschenen het essay 'The critic as Artist' (1890) en de roman The Picture of Dorian Gray (1890) dragen de sporen van Oscar Wilde's sterk individualistische gedachteleven. Gary Schmidgall schrijft deze ontwikkeling toe aan de invloed van Zhuangzi.